# Hagen Kleinert

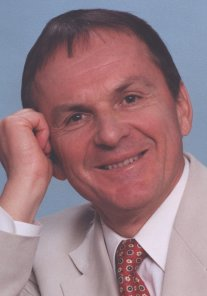
Hagen Kleinert, 2006

Hagen Michael Kleinert (* 15. Juni 1941 in Festenberg) ist ein deutscher Physiker und Professor für theoretische Physik an der Freien Universität Berlin.

## Leben
Nach dem Abitur an der Humboldtschule Hannover studierte Kleinert von 1960 bis 1963 Physik an der Technischen Hochschule Hannover, danach an mehreren Universitäten, u. a. am Georgia Institute of Technology, in den USA. 1967 promovierte er an der University of Colorado at Boulder, wo er u. a. bei George Gamow studiert hat, einem der Väter der Urknalltheorie. Seit 1969 ist er Professor an der Freien Universität Berlin.
In Zusammenarbeit mit Richard Feynman entwickelte er ein Näherungsverfahren für die Berechnung von Pfadintegralen. Dieses wurde zu einer mathematischen Methode erweitert, mit deren Hilfe divergente in konvergente Potenzreihen umgewandelt werden können. Diese Methode ist Grundlage der derzeit (2008) genauesten Theorie der kritischen Exponenten,
die man in der Nähe von Phasenübergängen zweiter Ordnung beobachten kann. Insbesondere sagte diese Theorie für supraflüssiges Helium die in einem Satellitenexperiment gemessenen Ergebnisse genau voraus.
Mit Hilfe der Quark-Feldtheorie fand er 1973 die Erklärung
der von Nicola Cabibbo, L. Horwitz und Yuval Ne’eman vermuteten Algebra der Regge-Kopplungen.
Seine Theorie der kollektiven Quantenfelder
und der Hadronisierung von Quarktheorien
dienten als Vorlagen für zahlreiche Entwicklungen in der Theorie der kondensierten Materie, der Kern- und der Elementarteilchenphysik.
Auf einer Sommerschule in Erice schlug er im Jahre 1978 die Existenz von Supersymmetrie in Atomkernen vor,
die inzwischen experimentell gefunden wurde.
Zusammen mit H. Duru löste er 1979 erstmals das Pfadintegral des Wasserstoffatoms.
Zusammen mit K. Maki klärte er 1981 die Struktur der ikosahedralen Phase von Quasikristallen auf.
Für Supraleiter sagte er 1982 einen zwischen Typ-I und Typ-II gelegenen trikritischen Punkt im Phasendiagramm voraus,
der durch Monte-Carlo-Simulationen bestätigt wurde.
Die Voraussage basiert auf einer neuen Unordnungsfeldtheorie, die er in den beiden Büchern über Gauge Fields in Condensed Matter entwickelte. Darin werden fluktuierende Wirbel- oder Defektlinien als elementare Anregungen mit Hilfe von Feldern beschrieben. Dies ist eine duale Version der landauschen Ordnungsfeldtheorien für Phasenübergänge.
Im Jahre 1986 führte er die Biegesteifigkeit in die Stringtheorie ein,
in der normalerweise nur Spannungen eine Rolle spielen. Dadurch verbesserte er erheblich die physikalischen Eigenschaften der Strings. Da der russische Physiker Alexander Polyakov ungefähr gleichzeitig eine ähnliche Theorie vorschlug, nennt man das Ergebnis auch Polyakov-Kleinert-String. Nach Kleinert ist auch der Planck-Kleinert-Kristall benannt.
Aus der Koordinateninvarianz von Pfadintegralen leitete er eine Erweiterung der Theorie der Distributionen ab, in der nicht nur (wie in der mathematischen Theorie der Distributionen) lineare Kombinationen, sondern auch Produkte von Distributionen eindeutig definiert sind.
Die Koordinateninvarianz ist eine notwendige Eigenschaft der Pfadintegrale, damit diese äquivalent zum Schrödinger-Bild der Quantenmechanik sind.

## Ehrungen
- Kleinert ist Dr. h. c. an der Universität des Westens Timișoara[18] und an der Kirgisisch-Russischen Slawischen Universität in Bischkek.[19]
- Er ist Ehrenmitglied der Russischen International Academy of Creative Endeavors.[20]
- Im Jahr 2008 erhielt er den Max-Born-Preis mit Medaille.
- Sein Beitrag[21] zum Gedächtnisband[22] zum 100. Geburtstag von Lew Landau wurde mit der Majorana-Medaille 2008[23] des Electronic Journal of Theoretical Physics ausgezeichnet.
- Sein 60. Geburtstag wurde mit einem Festkolloquium und einer Festschrift geehrt, zu der 65 Kollegen beitrugen, u. a. Juval Ne’eman, Roman Jackiw, Harald Fritzsch, Remo Ruffini, Cécile DeWitt-Morette, Louis H. Kauffman, Jozef T. Devreese, Kazumi Maki.

## Bücher
- Gauge Fields in Condensed Matter. Band I: Superflow and Vortex Lines; Disorder Fields, Phase Transitions. World Scientific, Singapur 1989, ISBN 9971-5-0210-0 (online)
- Gauge Fields in Condensed Matter. Band II: Stresses and Defects; Differential Geometry, Crystal Melting. World Scientific, Singapur 1989, ISBN 9971-5-0210-0 (online)
- Path Integrals in Quantum Mechanics, Statistics, and Polymer Physics. World Scientific, Singapur 1990, 2. Auflage, World Scientific, Singapur 1995
- Pfadintegrale in Quantenmechanik, Statistik und Polymerphysik. Mannheim 1993
- mit Verena Schulte-Frohlinde: Critical Properties of φ4-Theories. World Scientific, Singapur 2001, ISBN 981-02-4658-7 (online)
- Path Integrals in Quantum Mechanics, Statistics, Polymer Physics, and Financial Markets. 5. Auflage, World Scientific, Singapore 2009 (online)
- Multivalued Fields in Condensed Matter, Electrodynamics, and Gravitation. World Scientific, Singapore 2008 (online)
- als Herausgeber mit Robert T. Jantzen: Proceedings of the Eleventh Marcel Grossmann Meeting on General Relativity. World Scientific, Singapore 2008
- Particles and Quantum Fields,  World Scientific (Singapore, 2016) (also available online)